# Knihovna Židovského muzea v Praze
Knihovna Židovského muzea v Praze je institucí soustřeďující prameny (primární i sekundární) ke studiu židovské historie a kultury.
Prvním rokem existence knihovny pražského židovského muzea jako takové je rok 1950 (totéž platí i pro Státní židovské muzeum, tehdejší podobu muzea, pod něž knihovna spadala). Knihovna nicméně vznikla spojením několika fondů, které začaly utvářet již dříve, do péče knihovny se však dostaly až po druhé světové válce, jelikož organizace, které je vytvořily, zhusta zanikly a majitelé zahynuli.

## Základy fondu
Prvním významným zdrojem fondu muzejní knihovny byla knihovna pražské židovské obce, ustavená v roce 1874 a sestávající především z darů z pozůstalostí pražských židovských učenců. Původně, tedy před druhou světovou válkou, čítala přibližně 25 000 tištěných svazků a 350 rukopisů. Za války ji nacisté zabavili a několikrát přemístili, naposledy do kláštera Zlatá koruna v jižních Čechách. Následkem přestátých útrap a pravděpodobně také rozkrádání byla po válce o deset tisíc svazků chudší.
Dále knihovna pražského židovského muzea přijala knihy instituce s o nic méně problematickým osudem, Ústřední knihovny ghetta Terezín. I ona byla, pokud šlo o původ knih, nesourodou směsí – sešly se v ní knihy zabavené jak nově příchozím do Terezína, tak různým organizacím, které nacisté zrušili. Z pouhého skladiště zabavených knih se stala veřejnou knihovnou na podzim roku 1942, snad také v souvislosti s klamavou nacistickou propagandou zacílenou na inspektory Červeného kříže. Z celkem asi 200 000 svazků, které terezínskou knihovnou prošly, zbyla na konci války přibližně polovina, také kvůli výpůjčkám lidem zařazeným do transportů na východ a nutnosti ničit knihy, které si vypůjčil nemocný člověk a které tím pádem přispívaly k šíření infekcí.
Válkou poznamenaný osud měl i třetí celek v rámci fondu, soubor vzácných tisků. Nacisté je zabavili různým židovským institucím na svém panství. Za účelem ohodnocení a katalogizace těchto knih pak zřídili v ghettu Terezín tzv. Talmudkommando. Jejich motivem byla snad jakási touha po poznání nepřítele, a nikoli snaha obohatit se prodejem zvláště cenných kusů.
Posledním zdrojem muzejního knihovního fondu byly knihy z majetku německých židovských obcí. Nacisté na nich patrně měli podobný zájem jako na vzácných tiscích, zmíněných výše, jelikož je roku 1944 v obavě před bombardováním uložili na několika severočeských zámcích.
Knihovna židovského muzea si nicméně neponechala všechny přírůstky, naopak, z 190 000 svazků, které jí v poválečné době prošly, téměř 160 000 opět vyřadila. Některé předala jiným židovským organizacím, v první řadě obnoveným československým židovským obcím, nebo například židovské dobročinné organizaci Joint a jeruzalémské národní a univerzitní knihovně. Některé, např. duplicitní, svazky knihovna prodala a jen malý podíl knih (asi 5000) mohla v restituci vrátit původním majitelům.

## Fungování za komunistického režimu
I přes výrazné snížení počtu knih se knihovna židovského muzea potýkala s nedostatkem prostoru k uložení svého fondu. Různé jeho části byly skladovány odděleně, takže byly hůře dostupné a knihovníci je jen s obtížemi mohli přehledně evidovat a tuto evidenci kontrolovat. I proto evidence některých celků pokračuje dodnes (týká se to několika desítek tisíc knih, které byly za války zpracovávány tzv. Talmudkommandem).
Do chodu knihovny a její služby badatelům zasahovala také politika a vztah komunistického Československa ke státu Izrael. Podobně jako byli v rámci akce Státní bezpečnosti s krycím názvem Pavouk sledováni lidé židovského původu či vyznání, vznikaly v rámci knihovny židovského muzea na příkaz vyšších míst výkazy jmen bádajících a názvů studovaných knih. Podobné údaje mohly negativně ovlivnit kádrový profil a přitáhnout pozornost StB, proto se lidé knihovně spíše vyhýbali. Na druhou stranu i knihovníci byli nedůvěřiví a knihy vypůjčovali jen známým. Ztížený byl i přístup pro badatele ze zahraničí.
Spojení s muzeem znamenalo, že knihovna byla také zdrojem exponátů, zejména pro krátkodobé výstavy o dějinách židovské knižní kultury v Čechách (a v roce 1965 dokonce o pražských židovských spisovatelích), jakož i stálou expozici věnovanou židovským rukopisům a tiskům, která byla v roce 1983 otevřena v Klausové synagoze.
Knihovna představovala v komunistické éře jednou z nemnoha možností uplatnění pro lidi s judaistickým vzděláním, není tudíž překvapivé, že je spjata s několika významnými postavami české judaistiky a hebraistiky druhé poloviny 20. století, především s Otto Munelesem, který knihovnu od jejího založení až do svého odchodu do důchodu (1962) vedl, ale také se znalcem židovské mystiky Vladimírem Sadkem, dále Bedřichem Noskem a Jiřinou Šedinovou.

## Polistopadová éra

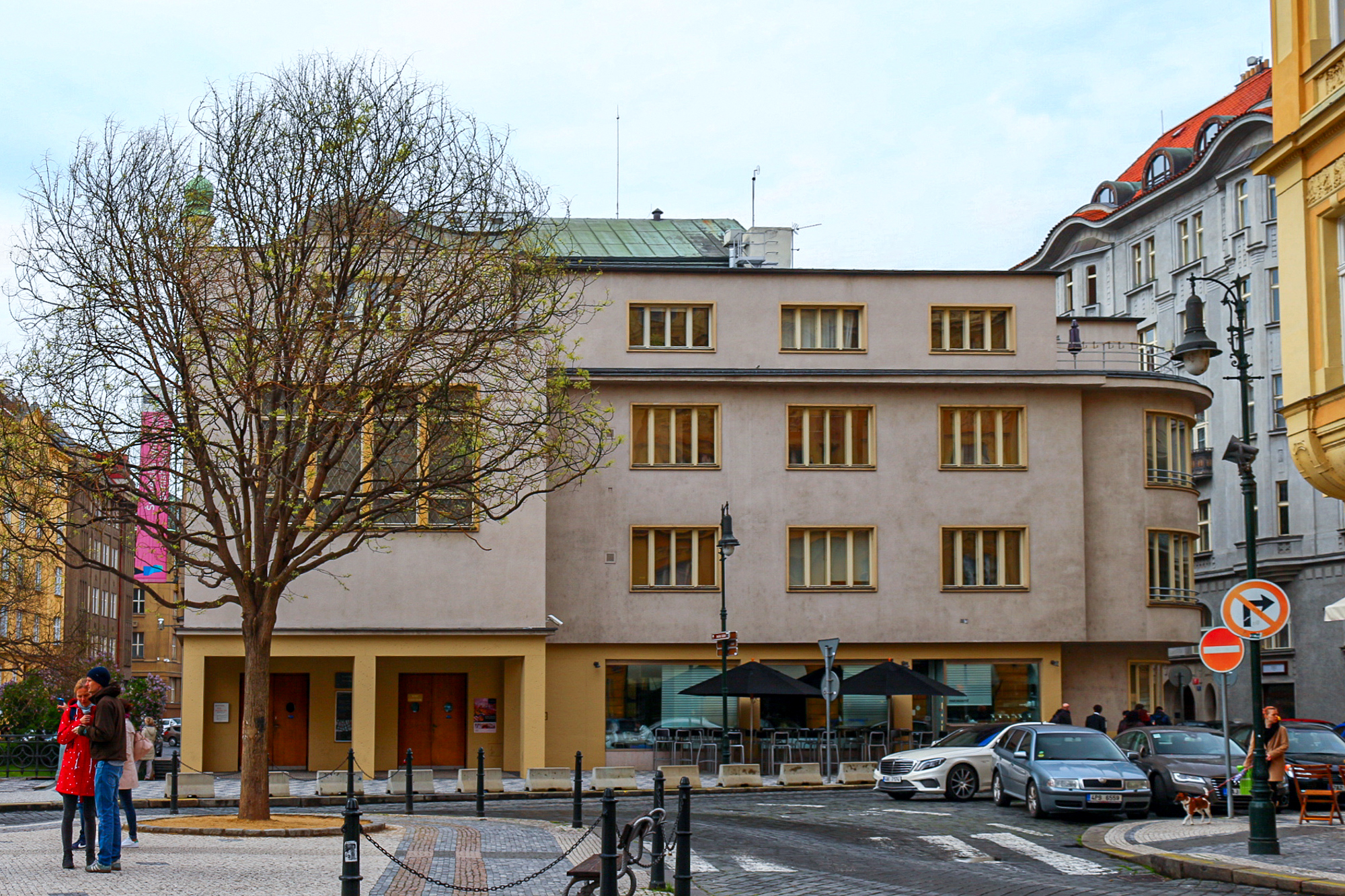
Židovské muzeum v Praze a knihovna v roce 2017

Sametová revoluce znamenala pro knihovnu v mnohém ohledu zlepšení. Po rozsáhlé rekonstrukci a stěhování byla velká část fondu přesunuta do prostor v administrativní budově v ulici U Staré školy, uložena v náležitých klimatických podmínkách a přehledně uspořádána. Oproti desetiletím izolace je dnes knihovna zapojena do rozmanitých profesních organizací a systémů a nabízí potenciálním badatelům a čtenářům standardní služby.